# 리처드 프랜시스 버턴
리처드 프랜시스 버턴 경(Sir Richard Francis Burton(KCMG), 1821년 3월 19일~1890년 10월 20일)은 영국의 탐험가, 인류학자, 작가, 언어학자, 번역가, 군인, 외교관이다. 19세기 대영 제국을 대표하는 탐험가 가운데 하나로 꼽힌다.
영국(대영제국)의 잉글랜드의 데번 주의 토키에서 태어났지만, 어린 시절에는 어언 15년간을 만19세때까지 프랑스의 센마리팀 주의 루앙에서 살았었으며, 1842년 11월에 잉글랜드의 옥스퍼드 대학교의 프랑스어학과 2학년을 중퇴한 이후 1843년 3월에 대영제국의 육군의 소위로 임관하여, 어언 13년 동안 거듭 순조로이 세번의 진급을 하면서 1856년 5월에 대영제국(영국)의 육군 소령으로 예편을 한 그는, 1858년 탕가니카호를 발견하였고, 1881년 황금 해안을 조사하는 등 주로 아프리카 지역을 탐험하였다. 이는 그야말로 데이비드 리빙스턴과 헨리 모턴 스탠리의 아프리카 탐험에는, 긴 보폭과 넓은 안목의 기폭제이자 길잡이가 되었다. 그 외에도 인디아·근동·중동 지역, 남북 아메리카 등을 여행하였다. 프랑스어를 비롯한 40여개국어의 수많은 외국어에 능통하였으며, 여행기 · 소설 · 번역서 등 모두 50여 권 이상의 저서를 발표하였다. 저서로 《메카 기행》, 《불행의 골짜기》 등이 있으며, 특히 《천일야화》를 번역한 것으로도 유명하다.
1890년 10월 20일 향년 69세로 사망 후 리처드 프랜시스 버턴의 서재에 남겨졌던 자료들은, 왕립 인류학 연구소 헌팅턴 도서관(Huntington Library, Royal Anthropological Institute)에 보존되어 있다.

## 특이사항
- 불면증으로 인하여 방랑벽이 있었고[2] 불면의 우울함을 방랑으로 풀기도 했지만, 높은 교양을 가지고 있었다고 한다.
- 검술의 달인이었으며, 프랑스어에도 능통한 한편으로 40개국의 언어를 배웠다고 한다.
- 이슬람 철학 교의(敎義, 강사)의 자격 시험에 합격했다. 하여 교의(이슬람 철학 강사)의 자격증 보유자였다.

## 서훈
- 1886년 세인트마이클앤드세인트조지 훈장 2등급(KCMG, 작위급 훈장)[3]

## 참고 문헌